# Altenbrück (Overath)
Altenbrück ist ein Ortsteil von Steinenbrück in der Stadt Overath im Rheinisch-Bergischen Kreis in Nordrhein-Westfalen, Deutschland.

## Lage und Beschreibung
Der Ortsteil Altenbrück liegt zwischen der Bundesautobahn 4 nahe der Anschlussstelle Untereschbach im Norden, der Olper Straße (Bundesstraße 55) im Süden, der Bahnhofstraße (Landesstraße 284) im Westen und der Holzbachstraße (Kreisstraße 38) im Osten. Er wird von einem kurzen Abschnitt der Sülz durchflossen.

## Geschichte
Der Namen Altenbrück (= Alte Brücke) nimmt Bezug auf eine Flussquerung der Sülz im Ort. Über die Brücke führte die Brüderstraße, eine bedeutende mittelalterliche Altfernstraße von Flandern über Köln und das Siegerland nach Leipzig. 1486 wird erstmals ein (Brücken-)Zoll erwähnt, 1586 wird eine steinerne Brücke über die Sülz genannt. Ein sogenanntes Altes Zollhaus ist 1675 belegt.
Im Mittelalter war Altenbrück Titularort der Honschaft Altenbrück im Kirchspiel Bensberg.
Die Topographia Ducatus Montani des Erich Philipp Ploennies, Blatt Amt Steinbach, belegt, dass der Wohnplatz bereits 1715 zwei Hofstellen besaß, die als Altenbrüg beschriftet sind. Carl Friedrich von Wiebeking benennt die Hofschaft auf seiner Charte des Herzogthums Berg 1789 als Altebrück. Aus ihr geht hervor, dass der Ort zu dieser Zeit Teil der Honschaft Löderich im Kirchspiel Overath war.
Der Ort ist auf der Topographischen Aufnahme der Rheinlande von 1817 als Altenbrück verzeichnet. Die Preußische Uraufnahme von 1845 zeigt den Wohnplatz ebenfalls unter dem Namen Altenbrück. Ab der Preußischen Neuaufnahme von 1892 ist der Ort auf Messtischblättern regelmäßig als Altenbrück verzeichnet.
1822 lebten 30 Menschen im als Hof und Mühle kategorisierten und als (Alten-)Bruck bezeichneten Ort, der nach dem Zusammenbruch der napoleonischen Administration und deren Ablösung zur Bürgermeisterei Overath im Kreis Mülheim am Rhein gehörte. Für das Jahr 1830 werden für den als Altenbruck bezeichneten Ort 30 Einwohner angegeben. Der 1845 laut der Uebersicht des Regierungs-Bezirks Cöln als Hof und Mühle kategorisierte und Altenbrück bezeichnete Ort besaß zu dieser Zeit fünf Wohngebäude mit 37 Einwohnern, alle katholischen Bekenntnisses.
Die Liste Einwohner und Viehstand von 1848 zählt in Altenbrück 35 Einwohner und nennt Namen und Berufe der Haushaltsvorstände. Demnach am wohlhabendsten war ein Wilhelm Steinkrüger, der als Ackerer, Wirth und Betreiber einer Krautpresse aktenkundig wurde. Zu seinem Betrieb gehörten 11 Personen Gesinde, (namenlos) und 3 Pferde, 12 Kühe, 2 Schweine. Weitere Ackerer: Peter Eschbach (2 Pferde, 6 Kühe, 2 Kälber, 4 Schweine); Heinrich Hahn (1 Kuh) und Gerhard Weber (Ackerer und Schmied, 1 Kuh). Ferner als Bewohner in Altenbrück registriert: Christian Faßbender (Bergsteiger), Peter Schmitt Tagelöhner und ein zweiter Peter Schmitt mit den Vermerken Wittib und arm.
Die Gemeinde- und Gutbezirksstatistik der Rheinprovinz führt Altenbrück 1871 mit sechs Wohnhäusern und 55 Einwohnern auf. Im Gemeindelexikon für die Provinz Rheinland von 1888 werden für Altenbrück neun Wohnhäuser mit 74 Einwohnern angegeben. 1895 besitzt der Ort neun Wohnhäuser mit 61 Einwohnern. 1905 werden zehn Wohnhäuser und 90 Einwohner angegeben.